# Probenecid
El probenecid (Benuryl®) es un agente uricosúrico que aumenta la excreción del ácido úrico por la orina, por lo que se indica fundamentalmente para el tratamiento de la gota y la hiperuricemia. El probenecid es capaz de inhibir por completo la excreción renal de ciertas drogas, aumentando así su concentración en el plasma sanguíneo y prolongando la acción farmacológica de estos. La producción de probenecid se incentivó para encontrar un medicamento como alternativa de la caronamida.

## Indicaciones
En un estudio se demostró que el probenecid aumentó la concentración de oseltamivir (Tamiflu®), un medicamento antiviral usado para combatir la influenza, incluyendo el subtipo N1H1. Durante la Segunda Guerra Mundial, el probenecid se usó para extender la penicilina en pacientes para que las dosis se pudiera alargar y lograr así que el antibiótico no se extinguiera del mercado. A menudo se usa aún al probenecid para aumentar las concentraciones de ciertos antibióticos en infecciones graves.
El probenecid también es un agente enmascarante, es decir, se une a sustancias que normalmente interferirían o modificarían la integridad de ciertos exámenes bioquímicos, especialmente en la orina.

## Mecanismo de acción
El probenecid es filtrado a nivel del glomérulo renal y luego secretado en el túbulo contorneado proximal para finalmente ser reabsorbido a nivel del túbulo contorneado distal. En el riñón, un transportador de aniones reabsorbe al ácido úrico de la orina y lo regresa al plasma. El probenecid interfiere con ese transportador. Por ser un ácido orgánico, el probenecid se une al transportador de aniones renal, de modo que el ácido úrico no tiene donde unirse, previniendo así que retorne al plasma sanguíneo y asegurando su excreción renal. Ello tiende a mejorar los niveles de ácido úrico en la sangre.